# 葵鏗皮草走私案件
葵鏗皮草走私案件又称1301皮草走私案件是海关总署汕頭海關偵辦的走私案件，中國廣東省揭陽市惠來縣葵鏗皮革公司及相关单位的涉案皮草總值76億元人民幣，逃稅20億元人民幣。

## 案件经过
2013年初，汕頭海關根據海關總署緝私局有關線索，經過長達半年的情報經營，掌握KC皮草集團旗下揭陽市惠來縣葵鏗公司存在走私皮草的重大嫌疑。現已查明，葵鏗公司負責人林金招在境外拍賣購得水貂、狐狸等動物生皮後，利用葵鏗公司加工貿易手冊，將本應以一般貿易方式納稅進口的上述生皮，偽報成來料加工保稅貨物進口，生皮進口後直接在國內銷售或鞣制加工成熟皮後內銷，從而達到逃避海關稅收的目的。查扣涉嫌走私的皮草100多万张，涉案商品價格為76億人民幣。僅2013年1月至7月間，林氏的葵鏗集團就利用來料加工手冊，以來料加工保稅原料的名義走私動物皮草生皮225萬張，涉嫌偷逃稅款5.3億元人民幣

## 司法处理
2015年12月28日廣東省檢察院收到汕頭市中級人民法院的刑事的判決中，涉案的其仕集團旗下惠來縣葵鏗皮草二廠、葵鏗皮革皮草有限公司（香港）被列為被告單位因犯走私普通貨物罪，分別罰金7.5億元人民幣、3.5億元人民幣，其仕集團实際控制人兼主席林金招等人被判有期徒刑。

## 案件主腦
案件主腦林金招是
美國華人丶祖籍廣東揭陽惠來，在其父慈善家林世鏗退休后接任香港其仕集團董事局主席。林先生之長子、葵鏗皮草走私案件走私案罪犯。 
為葵鏗皮草走私案件主腦,指揮其仕集團在廣東揭陽市惠來縣一家來料加工廠為據點，向國內客戶聲稱代理外國生皮，接到訂單後，從歐美走私皮草到香港，再偽報是來料加工貨物，將皮草運到廣東加工，然後銷售給國內客戶。到案後2015年12月28日廣東省檢察院收到汕頭市中級人民法院的刑事判決書林金招犯走私普通貨物罪，有期徒刑十三年並罰上繳國庫1億元人民幣。其后，集團向司法當局提出解涷旗下關聯公司達成公司戶口的資金申請，向國庫上1億元人民幣
另外，林金招目前正申請減刑，八個月